# Вілма ван Гофвеґен
Вілма ван Гофвеґен (нід. Wilma van Hofwegen, 17 липня 1971) — нідерландська плавчиня.
Призерка Олімпійських Ігор 2000 року, учасниця 1996 року.
Призерка Чемпіонату світу з плавання на короткій воді 1999 року.
Призерка Чемпіонату Європи з водних видів спорту 2000, 2002 років.